# Ladbergen
Ladbergen település Németországban, azon belül Észak-Rajna-Vesztfália tartományban. Lakosainak száma 7036 fő (2023. december 31.). Ladbergen Greven (Mecklenburg), Saerbeck, Tecklenburg, Lengerich, Lienen és Ostbevern községekkel határos.

## Népesség
A település népességének változása:
| Lakosok száma | 5509 | 6694 | 6591 | 6705 | 6821 | 7007 | 7036 |
|               | 1975 | 2015 | 2017 | 2019 | 2021 | 2022 | 2023 |